# 16079 Імада
16079 Імада (16079 Imada) — астероїд головного поясу, відкритий 9 вересня 1999 року.
Тіссеранів параметр щодо Юпітера — 3,595.